# 라디오 주치의
라디오 주치의는 KBS 1라디오에서 방송했던 건강 정보 프로그램이다.
2013년 4월 8일에 첫방송을 시작해 역대로 시간대와 진행자가 변경되어 방송됐으나 2019년 9월 14일 방송을 마지막으로 6년만에 폐지되었다.

## 역대 방송시간
| 방송 채널   | 방송 기간                         | 방송 시간                                                |
| ----------- | --------------------------------- | -------------------------------------------------------- |
| KBS 1라디오 | 2013년 4월 8일 ~ 2014년 4월 6일   | 매일 오전 10:10 ~ 오전 10:56                             |
| KBS 1라디오 | 2015년 1월 1일 ~ 2018년 9월 30일  | 매일 오전 10:10 ~ 오전 10:56                             |
| KBS 1라디오 | 2014년 4월 7일 ~ 2014년 12월 31일 | 평일 오전 11:10 ~ 오전 11:40, 주말 오후 2:05 ~ 오후 2:58 |
| KBS 1라디오 | 2018년 10월 1일 ~ 2019년 4월 21일 | 매일 오전 10:05 ~ 오전 10:56                             |
| KBS 1라디오 | 2019년 4월 22일 ~ 2019년 9월 14일 | 월~토요일 오전 10:05 ~ 오전 10:56                        |

## 역대 진행자
- 1대 이충헌 : 2013년 4월 8일 ~ 2018년 12월 1일
- 2대 신성원 : 2018년 12월 3일 ~ 2019년 9월 14일